# Хундакар Муштак Ахмед
Хундакар Муштак Ахмед (бенг. খন্দকার মোশতাক আহমেদ; 1918 — 5 березня 1996) — один із засновників незалежного Бангладеш, президент країни (15 серпня — 6 листопада 1975).

## Біографія
Хундакар Муштак Ахмед народився 1918 року в окрузі Комілла, у провінції Бенгалія, Британська Індія, і здобув ступінь в галузі права в Університеті Даки.
З 1942 року почав займатись політикою, був одним з провідних студентських активістів Мусульманської ліги, брав участь у Русі за утворення Пакистану, потім приєднався до Авамі Ліг. Ще зі студентських років Хундакар Муштак Ахмед став близьким товаришем молодого політика Муджибура Рахмана.
1954 року Хундакар Муштак Ахмед був обраний до Провінційної асамблеї Східного Пакистану як кандидат від Об'єднаного фронту Східного Пакистану. Після того, як центральний пакистанський уряд 1954 року розпустив Об'єднаний фронт, Хундакар Муштак Ахмед потрапив до в'язниці разом із іншими бенгальськими лідерами. 1955 року його було звільнено, але вже за три роки, після запровадження режимом Айюб Хана воєнного стану, був заарештований знову. 1966 року його знову заарештували за підтримку так званої «Програми із шести пунктів». Після звільнення Хундакар Муштак Ахмед супроводжував Муджибура Рахмана на конференцію всіх партій, скликану Айюб Ханом в Равалпінді 1969 року. Наступного року його було обрано до Національної асамблеї Пакистану.
Коли 1971 року був заарештований Муджибур Рахман і почалась війна, Хундакар Муштак Ахмед та інші лідери Авамі Ліг зібрались в Муджибнагарі та проголосили незалежність Бангладеш. Президентом було проголошено Муджибура Рахман, який перебував в ув'язненні, на час його відсутності виконання обов'язків президента було покладено на Саїда Назрула Іслама, прем'єр-міністром став Таджуддін Ахмед, а Хундакар Муштак Ахмеду дістались обов'язки міністра закордонних справ.
Після здобуття Бангладеш незалежності Хундакар Муштак Ахмед очолив міністерства енергетики, іригації та меліорації. 1975 року він став главою міністерства торгівлі. Будучи консервативним лідером, Хундакар Муштак Ахмед протистояв соціалістичній, секуляристській та проіндійській політиці Муджибура Рахмана, але залишався у складі його уряду.
15 серпня 1975 року Муджибур Рахман і два члени його родини були вбиті групою офіцерів. Хундакар Муштак Ахмед негайно встановив контроль над урядом і проголосив себе президентом країни. Убивці Муджибура Рахмана отримали імунітет від судового переслідування, а четверо його прибічників в уряді — Саїд Назрул Іслам, Таджуддін Ахмед, Камаруззаман і Мансур Алі — були ув'язнені в центральній в'язниці Даки. 3 листопада 1975 їх там було вбито.
6 листопада 1975 року Хундакар Муштак Ахмед був усунутий від влади в результаті військового перевороту та ув'язнений. Він пробув під вартою до 1978 року. Після звільнення він спробував повернутись до політики, заснувавши Демократичну лігу, але провалився. Останні роки життя він прожив у столиці.